# 雲裳謠 (SING女團單曲)
《雲裳謠》是中國女子音樂團體SING女團2018年第五張電子國風單曲音樂，也是「雲裳羽衣」手遊合作曲 ，於7月20日发行。

## 曲目
| 曲序 | 曲目          |        | 作曲 | 编曲 | 时长 |
| ---- | ------------- | ------ | ---- | ---- | ---- |
| 1.   | 雲裳謠        | 淡藍DW | 何亮 | 趙鵬 | 3:20 |
| 2.   | 雲裳謠 (伴奏) |        | 何亮 | 趙鵬 | 3:20 |